# Henri Fissot
Alexis-Henri Fissot (* 24. Oktober 1843 in Airaines; † 29. Januar 1896 in Paris) war ein französischer Pianist, Organist und Komponist.
Fissot studierte ab dem achten Lebensjahr am Pariser Konservatorium, wo er selbst später Klavier unterrichtete. Seine Lehrer waren Antoine François Marmontel, François Benoist und Ambroise Thomas. Er war ein anerkannter Pianist und u. a. Titularorganist an der großen Cavaillé-Coll-Orgel der Pariser Kirche St-Vincent-de-Paul. Ab 1860 nahm er an den von Charles Lamoureux gegründeten Séances Populaires de Musique de Chambre teil. Als Komponist wurde er vor allem mit Klavierstücken bekannt.